# 수원시 장안구의 국회의원

## 행정구역 변천
- 1988년 7월 1일 경기도 수원시 장안구 설치
- 2003년 11월 24일 북수동, 장안동, 신풍동, 화서동이 팔달구에 편입

## 수원시장안구의 역대 국회의원
| 대수   | 이름           | 소속정당     | 임기                               | 선거구역                                                                              |
| ------ | -------------- | ------------ | ---------------------------------- | ------------------------------------------------------------------------------------- |
| 제14대 | 이호정(李浩正) | 통일국민당   | 1992년 5월 30일 ~ 1996년 5월 29일  | 수원시 장안구 일원                                                                    |
| 제15대 | 이병희(李秉禧) | 자유민주연합 | 1996년 5월 30일 ~ 1997년 1월 13일  | 수원시 장안구 일원                                                                    |
| 제15대 | 이태섭(李台燮) | 자유민주연합 | 1997년 3월 6일 ~ 2000년 5월 29일   | 수원시 장안구 일원                                                                    |
| 제16대 | 박종희(朴鍾熙) | 한나라당     | 2000년 5월 30일 ~ 2004년 5월 29일  | 수원시 장안구 일원                                                                    |
| 제17대 | 심재덕(沈載德) | 열린우리당   | 2004년 5월 30일 ~ 2008년 5월 29일  | 수원시 장안구 일원                                                                    |
| 제18대 | 박종희(朴鍾熙) | 한나라당     | 당선 무효                          | 수원시 장안구 일원                                                                    |
| 제18대 | 이찬열(李燦烈) | 민주당       | 2009년 10월 29일 ~ 2012년 5월 29일 | 수원시 장안구 일원                                                                    |
| 제19대 | 이찬열(李燦烈) | 민주통합당   | 2012년 5월 30일 ~ 2016년 5월 29일  | 수원시 갑: 수원시 장안구 일원                                                         |
| 제20대 | 이찬열(李燦烈) | 더불어민주당 | 2016년 5월 30일 ~ 2020년 5월 29일  | 수원시 갑: 장안구 파장동 정자1동 정자2동 정자3동 영화동 송죽동 조원1동 조원2동 연무동 |
| 제20대 | 백혜련(白惠蓮) | 더불어민주당 | 2016년 5월 30일 ~ 2020년 5월 29일  | 수원시 을: 장안구 율천동, 권선구 평동 서둔동 구운동 금곡동 호매실동 입북동            |
| 제21대 | 김승원(金勝源) | 더불어민주당 | 2020년 5월 30일 ~ 2024년 5월 29일  | 수원시 갑: 장안구 파장동 정자1동 정자2동 정자3동 영화동 송죽동 조원1동 조원2동 연무동 |
| 제21대 | 백혜련(白惠蓮) | 더불어민주당 | 2020년 5월 30일 ~ 2024년 5월 29일  | 수원시 을: 장안구 율천동, 권선구 평동 서둔동 구운동 금곡동 호매실동 입북동            |
| 제22대 | 김승원(金勝源) | 더불어민주당 | 2024년 5월 30일 ~ 현재             | 수원시 갑: 장안구 파장동 정자1동 정자2동 정자3동 영화동 송죽동 조원1동 조원2동 연무동 |
| 제22대 | 백혜련(白惠蓮) | 더불어민주당 | 2024년 5월 30일 ~ 현재             | 수원시 을: 장안구 율천동, 권선구 평동 서둔동 구운동 금곡동 호매실동 입북동            |

## 같이 보기
- 수원시 갑
- 수원시 을
- 수원시 장안구 (선거구)
- 수원시의 국회의원
- 수원시 권선구의 국회의원
- 수원시 팔달구의 국회의원
- 수원시 영통구의 국회의원